# Louis Loisel
Pour les articles homonymes, voir Loisel.
Louis Loisel, né le 26 novembre 1843 à Caudebec-en-Caux et mort le 3 mai 1894 à Rouen, est un architecte français.

## Biographie
Louis Loisel prend part à la construction de l'Exposition nationale et régionale de Rouen en 1884. Il est l'auteur d'un projet pour le dégagement du côté nord de la place de la Cathédrale.
Il est un des membres fondateurs des Amis des monuments rouennais en 1886.
Il demeure au no 19 rue du Fardeau à Rouen.
Ses trois fils Armand, Raymond et René deviendront à leur tour architectes.

## Réalisations
- groupe scolaire à Pavilly (1880)
- mairie de Bois-Guillaume (1886)
- 11-13, place des Emmurées (21, rue François Arago) à Rouen (circa 1887)
- immeuble no 20 rue Alsace-Lorraine, dit "immeuble des provinces perdues" (l'Alsace-Moselle lors de la guerre avec la Prusse de 1870) à Rouen (1887).

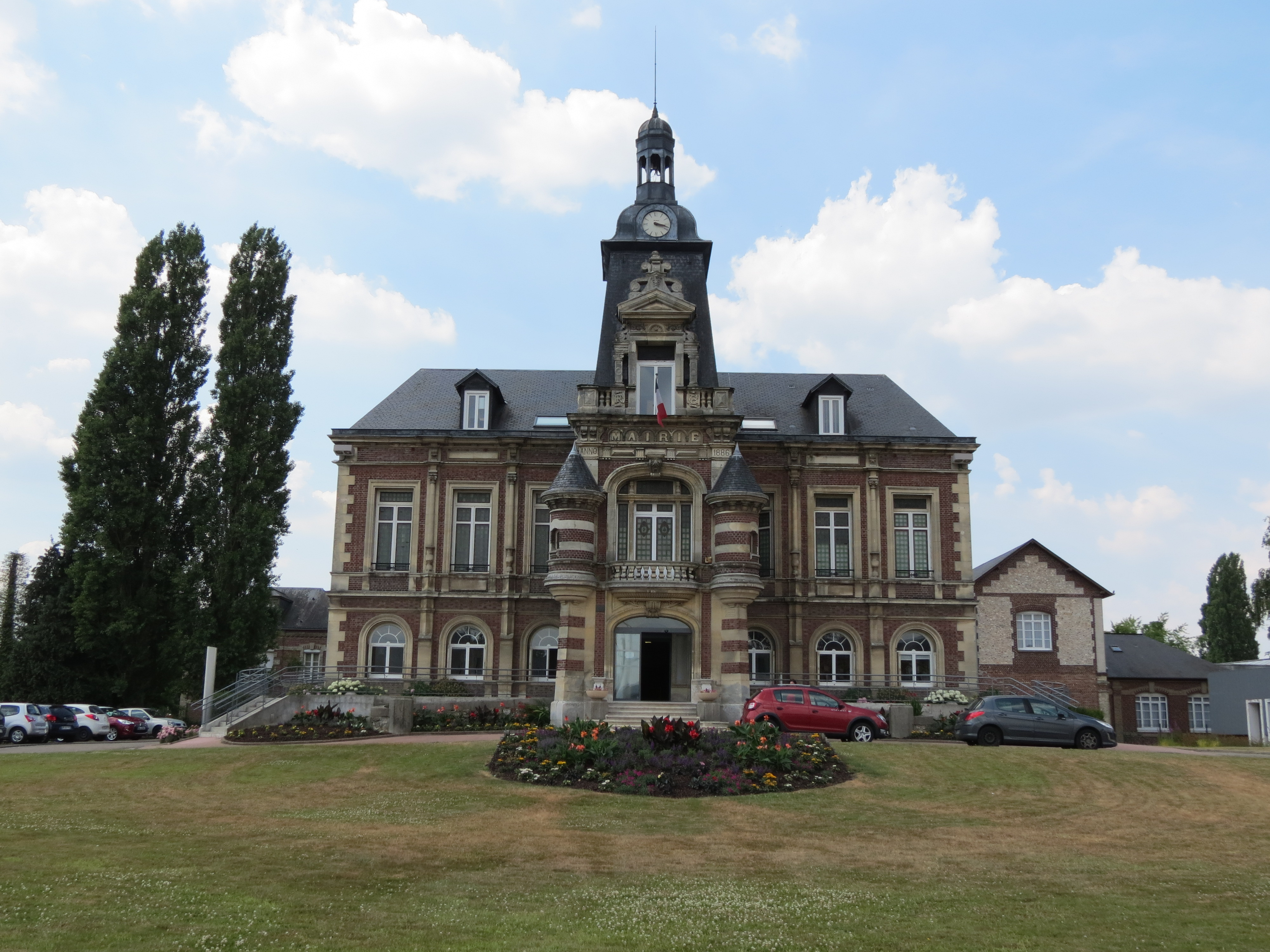
Mairie de Bois-Guillaume.
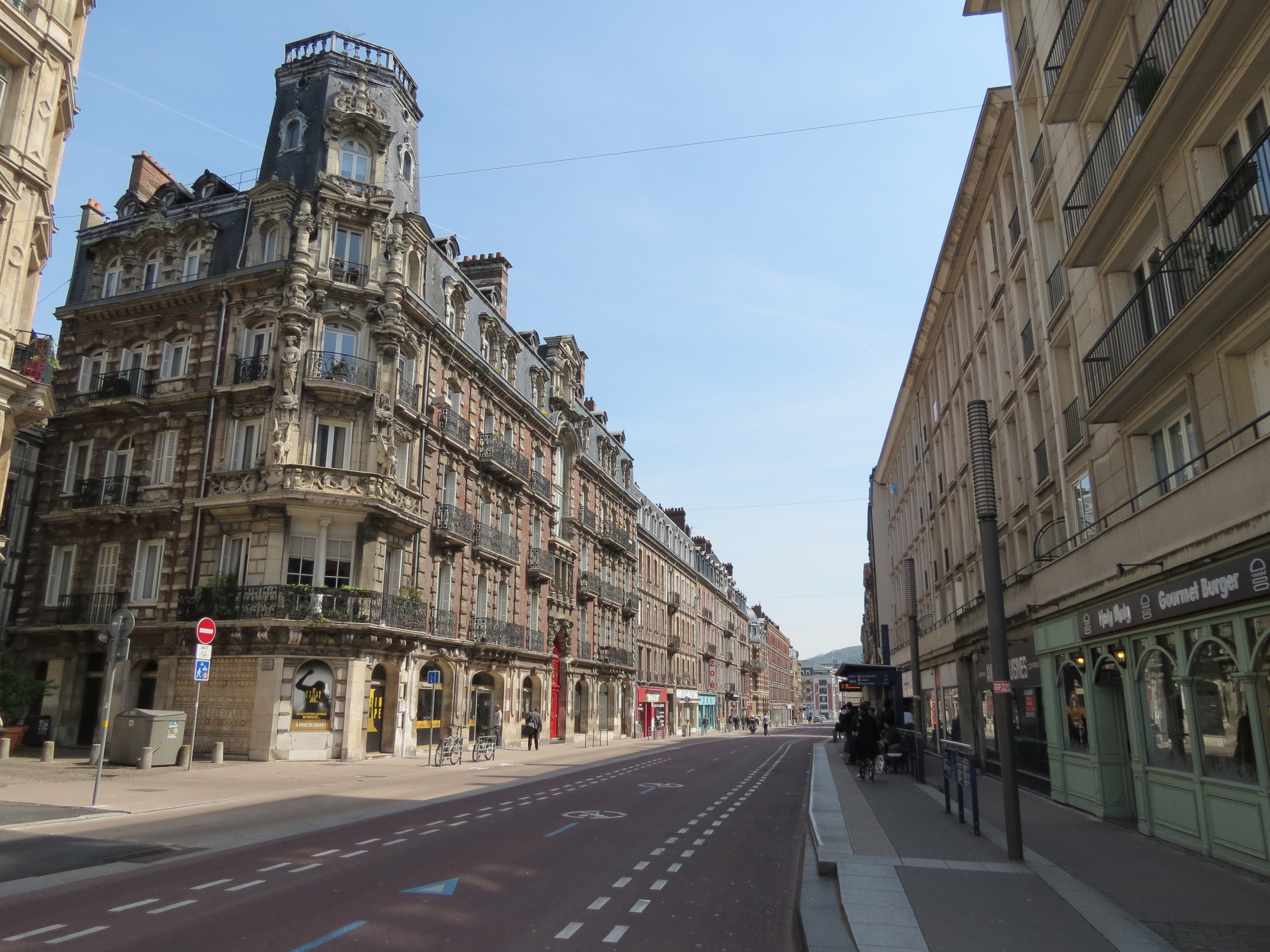
no 20 rue Alsace-Lorraine à Rouen.